# Сьвідри (Луківський повіт)
Сьвідри (пол. Świdry) — село в Польщі, у гміні Луків Луківського повіту Люблінського воєводства.
Населення — 756 осіб (2011).

## Демографія
Демографічна структура станом на 31 березня 2011 року:
|          | Загалом | Допрацездатний вік | Працездатний вік | Постпрацездатний вік |
| -------- | ------- | ------------------ | ---------------- | -------------------- |
| Чоловіки | 380     | 101                | 247              | 32                   |
| Жінки    | 376     | 94                 | 226              | 56                   |
| Разом    | 756     | 195                | 473              | 88                   |